# XM25 CDTE
XM25 CDTE là loại súng phóng lựu bán tự động được phát triển với sự hợp tác của công ty vũ khí Heckler & Koch của Đức và Alliant Techsystems của Hoa Kỳ. Đây là một trong các sản phẩm của chương trình hợp tác phát triển loại súng trường đa chức năng XM29 OICW nhưng loại súng đó lại gặp vấn đề lớn với trọng lượng của mình nên đã tách ra thành hai loại vũ khí khác nhau là súng trường tấn công XM8 và súng phóng lựu XM25. XM25 được nghiên cứu để có thể tăng hỏa lực cho các tiểu đội bộ binh. Loại lựu đạn nổ khi đang bay 25mm được nghiên cứu cho loại súng này được tin là có tầm hoạt động xa hơn ba lần so với các loại lựu đạn 40mm. Việc kích nổ loại lựu đạn này được điều khiển bởi một máy tính quỹ đạo đường đạn gắn trên súng như một hệ thống nhắm quang học. Loại đạn này giúp cho người sử dụng có thể tiêu diệt các mục tiêu ẩn nấp trong các hầm hào, trong các căn nhà hoặc phía sau các bức tường mà không cần phải buộc viên đạn chạm vào mục tiêu. Tuy nhiên cơ chế lựu đạn nổ khi va chạm cũng được phát triển để sử dụng khi cần thiết lúc chống các phương tiện cơ giới và đề phòng việc máy tính hết năng lượng hay hỏng hóc. Sau khi đưa vào chiến đấu thử nghiệm tại chiến trường Afghanistan thì quân đội Hoa Kỳ dự tính mua khoảng 12.500 khẩu để trang bị cho các tiểu đội và lực lượng đặc nhiệm nhưng chưa có quyết định chính thức.

## Thiết kế
XM25 sử dụng cơ chế nạp đạn bằng khí nén với khóa nòng xoay và thiết kế bullpup. Thân súng được làm bằng nhựa tổng hợp chịu lực để giảm trọng lượng. Khe nhả vỏ đạn được cắt ở cả hai bên súng để người sử dụng có thể chọn bên nhả vỏ đạn phù hợp, chỉ có một khe nhả được sử dụng khe còn lại sẽ được che bởi một miếng chống bụi. Hộp đạn của súng có thể chứa tối đa 6 quả đạn.
Súng được tích hợp một máy tính quỹ đạo đường đạn cùng thiết bị xác định khoảng cách bằng laser làm hệ thống nhắm, vì thế người bắn có thể nhanh chóng xác định được khoảng cách từ mình tới mục tiêu cũng như máy tính sẽ kích nổ lựu đạn trên không khi bay đến vị trí cần thiết mà không cần va chạm. Hệ thống nhắm điện tử này có thể dùng được trong cả ngày và đêm trong ban đêm. Tuy nhiên hệ này cần năng lượng để hoạt động và nếu hết năng lượng hay bị hỏng thì các lựu đạn sẽ được chuyển sang chế độ nổ khi va chạm để tác chiến lúc cần thiết.

## Kế hoạch
Sau khi trang bị chiến đấu thử nghiệm tại chiến trường Afghanistan thì quân đội Hoa Kỳ dự tính mua khoảng 12.500 khẩu, đủ để trang bị cho các tiểu đội và lực lượng đặc nhiệm nhưng chưa có quyết định chính thức. Giá của mỗi khẩu khoảng 35000 đô và giá mỗi viên đạn là 1000 đô mỗi quả, nhưng giá được đang bàn bạc và dự tính khi có thể được sản xuất hàng loạt sẽ là 35 đô mỗi quả và 25000 đô mỗi khẩu. Cả quân đội và nhà sản xuất đang cố gắng phát triển để kéo dài thời gian hoạt động của pin cho hệ thống nhắm. Dự kiến quân đội Hoa Kỳ sẽ mua khoảng 36 khẩu vào năm 2012 và một lượng nhỏ khác sẽ được chế tạo vào cuối năm 2013.